# Unam sanctam
Unam Sanctam do incipit em latim ("Una Santa") é uma bula pontifícia do Papa Bonifácio VIII promulgada em 18 de novembro de 1302, durante a disputa com Filipe IV, o Belo, Rei da França, sobre o primado papal. A bula usa diversas passagens alegóricas da Bíblia e a partir daí, estabelece proposições sobre a unidade da Igreja, a necessidade de pertencer a ela para a salvação, a posição do papa como chefe da Igreja, os deveres decorrentes da sua liderança e mais proeminentemente sobre o poder temporal do papa.

## Autoria da bula
A bula foi promulgada em conexão com o concílio regional romano de outubro de 1302, na qual ela provavelmente foi discutida.
Alguns historiadores sugerem que é possível que Egídio Colonna, Arcebispo de Bourges, que compareceu ao concílio, apesar da proibição do Rei da França, influenciou o texto, ou até mesmo foi o escritor real da bula.
O documento original não existe mais, e o mais antigo texto pode ser encontrado nos registros de Bonifácio VIII no Arquivo Vaticano. Também foi incorporada no "Corpus Juris Canonici". A genuinidade da bula é considerada incontestável, devido à sua entrada nos registros oficiais dos Papas e sua incorporação no Direito Canônico. No entanto estudiosos como Damberger, Mury e Verlaque já fizeram objeções à sua autenticidade.

## Conteúdo

### Sobre o poder espiritual
| “ | Por isso, declaramos, dizemos, definimos e pronunciamos que é absolutamente necessário à salvação de toda a criatura humana estar sujeita ao romano pontífice. (Porro subesse Romano Pontifici omni humanae creaturae declaramus, dicimus, definimus, et pronuntiamus omnino esse de necessitate salutis). | ” |

A bula é de caráter universal. A última sentença define que é necessário para a salvação que cada ser humano esteja sujeito ao papa, essa afirmação, está em conexão com a primeira parte sobre a necessidade da Igreja para a salvação e a submissão à autoridade papal em todas as questões religiosas. Este foi o ensinamento constante da Igreja, e foi reconfirmado no mesmo sentido pelo Quinto Concílio de Latrão, em 1516: "É necessário para a salvação que todos os fiéis estejam sujeitos ao pontífice romano" (De necessitate esse salutis omnes Christi fideles Romano Pontifici subesse). Por conseguinte, quando o rei Filipe protestou contra a bula, o sucessor de Bonifácio, Clemente V em seu breve apostólico ''Meruit, de 01 de fevereiro de 1306, declarou que a França não sofria nenhuma desvantagem em razão da bula, pois ela não tinha declarado nenhuma autoridade da Igreja Romana, de outra forma que antigamente.

### Sobre o poder temporal
| “ | As palavras do Evangelho nos ensinam: esta potência comporta duas espadas, todas as duas estão em poder da Igreja: a espada espiritual e a espada temporal. Mas esta última deve ser usada para a Igreja enquanto que a primeira deve ser usada pela Igreja. O espiritual deve ser manuseado pela mão do padre; o temporal, pela mão dos reis e cavaleiros, com o consenso e segundo a vontade do padre. Uma espada deve estar subordinada à outra espada; a autoridade temporal deve ser submissa à autoridade espiritual. | ” |

A bula, mais significativamente, fala sobre princípios e conclusões sobre o poder temporal. A Igreja tem o controle de "duas espadas", referindo-se à expressão medieval da "teoria das duas espadas", representando o poder espiritual e temporal, uma referência habitual às espadas dos Apóstolos, na prisão de Cristo (Lucas 22:38; Mateus 26:52). A espada espiritual é exercida na Igreja pelo clero, e a espada secular deve ser empregada para o bem da Igreja pela autoridade civil, mas, sob a orientação do clero, assim a espada secular está subordinada à espiritual, já que esta tem precedência devido a sua grandeza e sublimidade. Assim "o poder do Estado é ordenado e subordinado ao poder eclesiástico, pois que as atividades naturais do homem são subordinadas a seu fim último, que é Deus e a salvação eterna". Supor a existência de dois poderes - o eclesiástico e o civil - totalmente separados e paralelos, "seria pretender que tudo estaria fundado em dois princípios, como defendiam os maniqueus e os cátaros. Assim como no homem a alma deve estar unida ao corpo e é superior a ele e o dirige, assim também, na sociedade, a Igreja e o Estado devem estar unidos, mas de tal forma que a Igreja esteja em situação de superioridade. Da mesma forma que a supremacia da alma sobre o corpo não significa que ela vá exercer funções próprias do corpo, assim também, na sociedade, embora a Igreja tenha a suprema direção, isto não faz com que ela tenha o direito de exercer as funções temporais próprias do Estado. Embora a alma vivifique o corpo, não cabe a ela digerir nem respirar. Do mesmo modo, a Igreja vivifica a sociedade e o Estado, mas não lhe cabe organizar a vida material nem a administração das coisas terrenas e temporais".
A bula também estabelece que se o poder terrestre se desvia, este é julgado pelo poder espiritual; e o espiritual por sua vez, é julgado somente por Deus. Esta autoridade, embora exercida por homens, é uma concessão divina, assim quem se opõe a este poder ordenado por Deus, opõe-se à Sua lei.
Este é um princípio desenvolvido explicitamente na Alta Idade Média, ele foi expresso a partir do século XI por teólogos como Bernardo de Claraval e João de Salisbury, bem como por Papas como Nicolau II e Leão IX. Bonifácio VIII deixou claro este ensinamento em oposição às crenças do rei francês. As principais proposições são elaboradas a partir dos escritos de São Bernardo, Hugo de São Vitor, São Tomás de Aquino, e as cartas de Inocêncio III.

## O absolutismo monárquico e o contexto social da Europa
A partir do final do século XIII as monarquias na Europa Ocidental, especialmente na França e Inglaterra, se tornavam cada vez mais centralizadas e poderosas, ocorrendo uma expansão dos Estados-nação e a ambição de consolidação do poder pelos monarcas. Filipe IV, rei da França decidiu cobrar impostos ao clero para financiar uma futura guerra contra a Inglaterra. O Papa Bonifácio VIII decretou em fevereiro de 1296 pela bula Clericis laicos que era contra aos altos impostos cobrados sobre o clero, para financiar os interesses de guerra do rei Felipe, o Belo. 
O conflito entre ambos reacendeu-se quando Bernard Saisset, Bispo de Pamiers em Foix, ao realizar protestos anticlericais, foi preso e trazido perante Filipe e sua corte, em 24 de outubro de 1301, onde o chanceler Pierre Flotte, acusou-o de alta traição, e ele foi colocado sob a guarda do arcebispo de Narbonne, seu metropolita. Antes que pudesse julgá-lo, os tribunais precisavam da autorização do Papa para removê-lo de seu ministério, para que ele pudesse ser julgado por traição. No entanto, Bonifácio em dezembro de 1301 por meio da bula Ausculta Fili ("Dá ouvidos, meu filho") acusou Filipe de subverter a Igreja na França e ordenou a libertação do bispo e que Filipe fosse a Roma se justificar. Ao mesmo tempo, Bonifácio enviou a bula Salvator Mundi, reiterando a Clericis Laicos.
Bonifácio como era habitual, convocou em Roma um concílio de bispos franceses em novembro de 1302, destinando-se a reformar assuntos da Igreja na França. Filipe proibiu Saisset ou qualquer bispo de assistir ao concílio e organizou uma contra assembleia realizada em Paris em abril de 1302. A nobreza também falsificou uma bula intitulada Time Deum ("Teme a Deus"), que retratava que Bonifácio pretendia ser o "senhor feudal" da França. O clero francês protestou contra a bula e Bonifácio negou que o documento e suas pretensões fossem de sua autoria. Este era o ambiente em que a Unam Sanctam foi promulgada semanas mais tarde, sendo seu conteúdo basicamente defensivo.

### A resposta àUnam Sanctam
O documento não foi visto como autoritário originalmente, uma vez que uma grande parte dos membros da Igreja, não o aceitaram. Em resposta à bula, em 7 de setembro de 1303, o assessor do rei, Guillaume de Nogaret levou um grupo de dois mil mercenários que juntaram-se aos bandidos locais em um ataque contra o palácio do papa e sua residência em Anagni. O palácio foi pilhado e Bonifácio foi quase morto (Nogaret impediu as tropas de assassinarem o papa). Ainda assim, Bonifácio foi submetido a assédio e aprisionado durante três dias durante os quais ninguém lhe trouxe comida ou bebida. Eventualmente, os habitantes expulsaram os saqueadores e Bonifácio perdoou os bandidos capturados. Ele voltou a Roma em 13 de setembro de 1303. Bonifácio claramente foi abalado pelo incidente e morreu em 11 de Outubro de 1303 com uma forte febre.
Um dos escritores mais notáveis que se opunham às crenças de Bonifácio expostas na Unam Sanctam, foi o poeta florentino Dante, que escreveu em torno de 1308 De Monarchia contra ele, argumentando que ao Papa é atribuída a gestão da vida eterna dos homens, e aos líderes seculares, mais proeminentemente o Sacro Imperador Romano, a tarefa de levar os homens à felicidade terrena. Assim ele defende a autonomia da esfera temporal da espiritual, e que somente um poder superior poderia julgar as duas "espadas igualmente".

## Opiniões modernas sobre aUnam Sanctam
Os teólogos se dividem sobre as implicações e a doutrina da Unam Sanctam, alguns consideram que Bonifácio VIII "foi um dos mais lamentáveis papas da história da Igreja" e que a Unam Sanctam é um texto que "se assemelha ao reductio ad absurdum". Muitos estudiosos não católicos utilizam o conteúdo da Unam Sanctam contra a definição de infalibilidade e primazia papal.

Outros teólogos por sua vez, notadamente os tradicionalistas, consideram o texto uma declaração dogmática e uma sentença ex-cathedra, que no entanto:
"deve ser entendida no quadro histórico da época, e quer dizer que o Papa tem jurisdição sobre toda e qualquer criatura humana “ratione peccati”, isto é, na medida em que as atividades de determinada pessoa dizem respeito à vida eterna, e não nas atividades administrativas dos governos civis" e que "as declarações relativas às relações entre os poderes espiritual e secular são de natureza e caráter puramente histórico, na medida em que não se referem à natureza do poder espiritual, e são baseadas nas condições reais da Europa medieval Ocidental".